# Stine Holm
Stine Bindslev Holm (født 2. marts 1996 i Hillerød, Danmark) er en kvindelig dansk håndboldspiller, der spiller for Aarhus United i Damehåndboldligaen, som højre fløj. Hun kom til klubben i 2021. Hun har tidligere spillet i København Håndbold, Lyngby HK og Hellerup IK, Skanderborg Håndbold og Ajax København